# Jordy van der Heijden
Jordy van der Heijden es un deportista neerlandés que compitió en ciclismo en la modalidad de BMX. Ganó una medalla de bronce en el Campeonato Europeo de Ciclismo BMX de 2012.

## Palmarés internacional
| Campeonato Europeo | Campeonato Europeo | Campeonato Europeo | Campeonato Europeo |
| Año                | Lugar              | Medalla            | Competición        |
| ------------------ | ------------------ | ------------------ | ------------------ |
| 2012               | Orleans (Francia)  | Medalla de bronce  | Carrera            |